# Karlsviks Industrier
Ej att förväxla med Carlsviks fabriker, ett textilföretag i samma område.

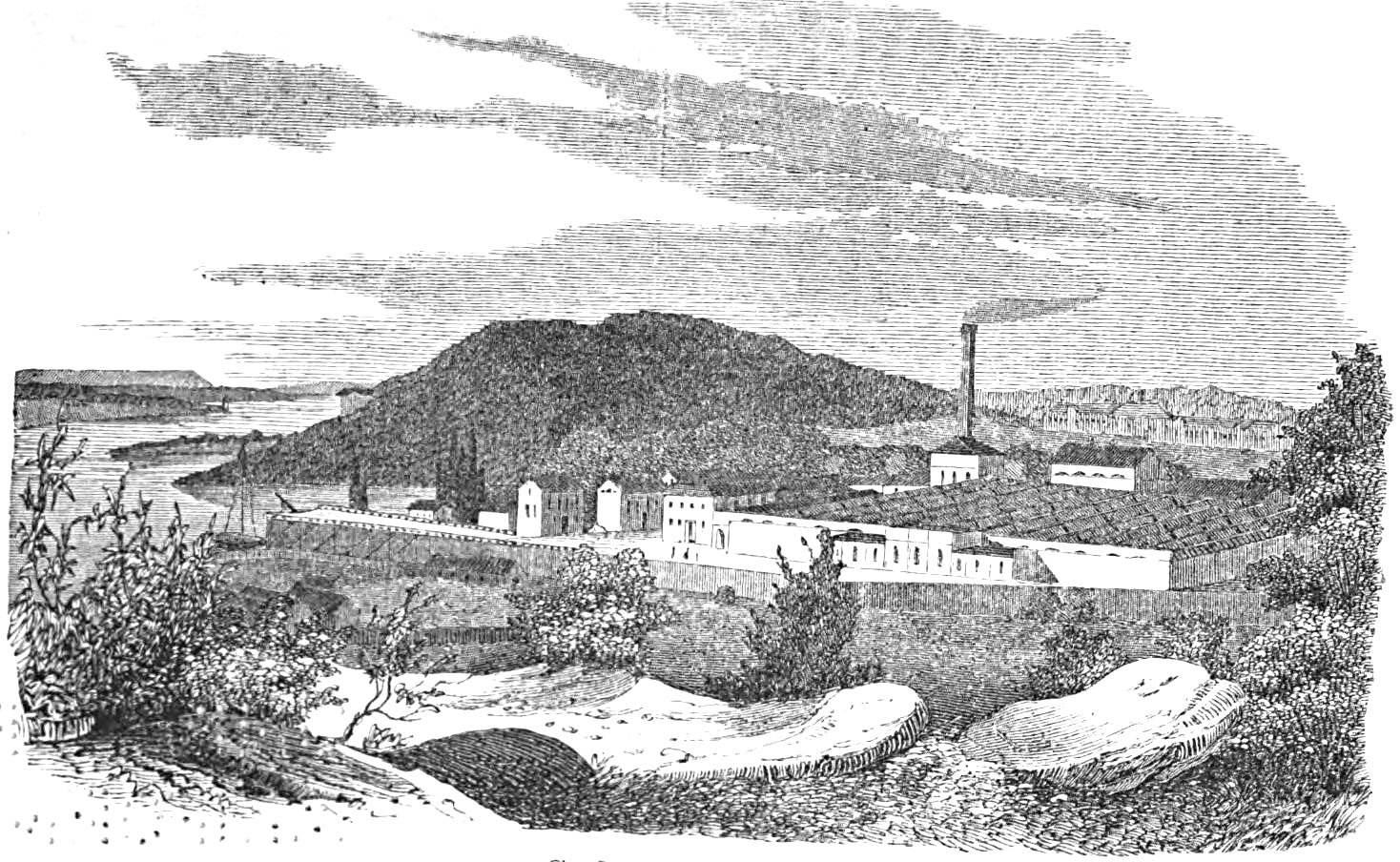
Carlsviks fabrik på Kungsholmen på 1860-talet.

Karlsviks Industrier var ett gjuteriföretag i Stockholm.

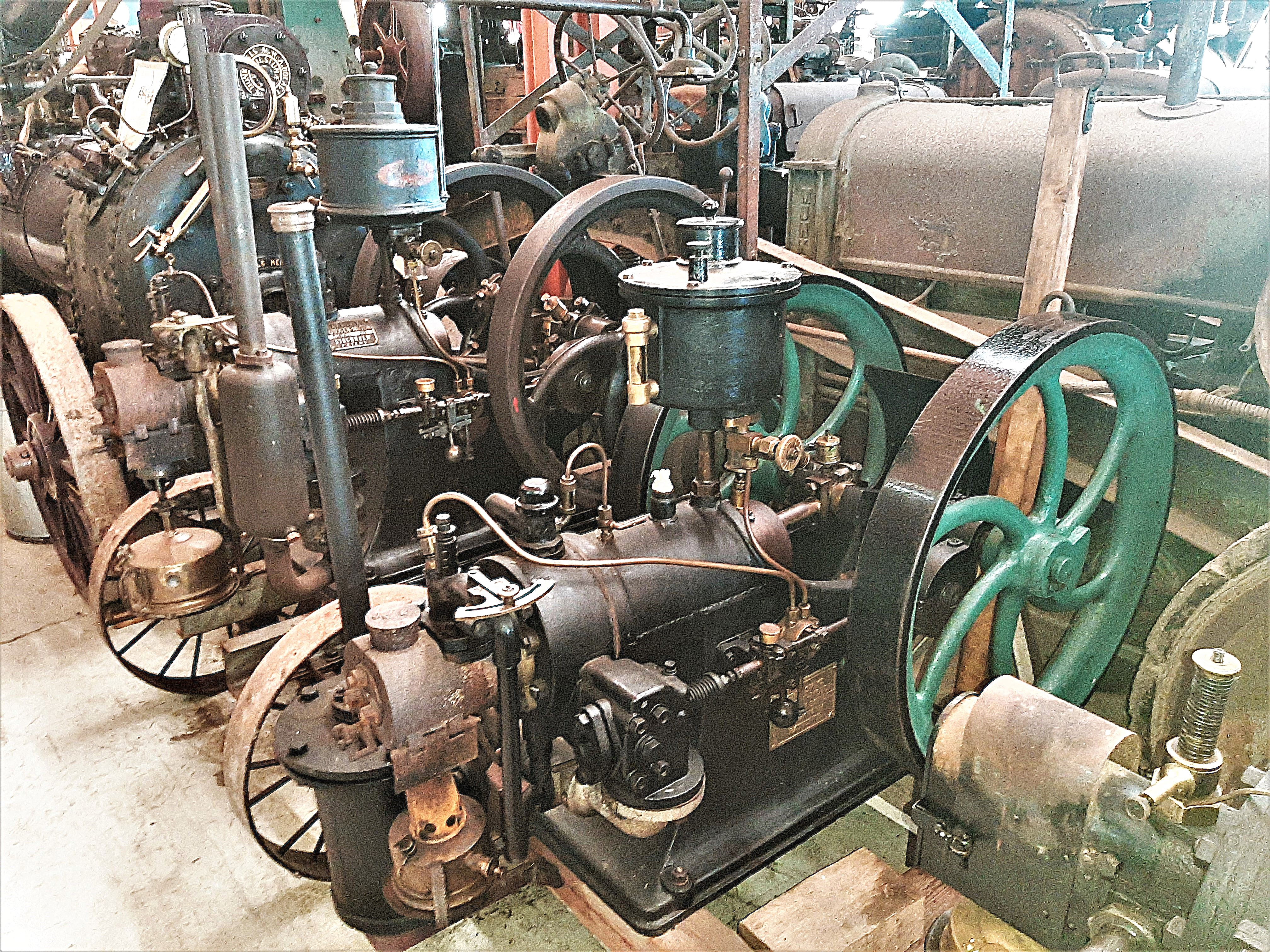
2 Carlsviks motorer vid Rubens Maskinhistoriska samlingar i Götene

I slutet av 1870-talet grundades Karlsviks Industrier på Karlsviksområdet vid Hantverkaregatans västra ände, ner mot Mälaren, av Edvard Faustman och Petter Östberg. Företaget började 1885 använda den av Gustaf Wittenström uppfunna mitismetoden, innebärande att järn för mindre gjutgods smältes i deglar med hjälp av oljeeldning. I Karlsviksområdet fanns också 1857–77 det av Kungsholms aktiebolag grundade väveriet Karlsviks fabriker och 1879–1908 den av Helge Palmcrantz grundade Stockholms VapenfabrikCarlsviks Gjuteri tillverkade mellan 1896-1914 fotogenmotorer både av typen 2 eller 4 takt och var vid sekelskiftet 1900 en av de allra största tillverkarna i landet. 
När trycket på mark för ny bostadsbebyggelse ökade på Kungsholmen köptes mark på Älvsjö gårds ägor i Brännkyrka socken sydväst om Stockholm, där det byggdes en ny, omkring 40 meter lång fabrikslänga som kom igång 1911. I Älvsjö skedde tillverkning av mindre fotogenmotorer och utombordsmotorer, baserat på komponenter som till en del kom från ett eget gjuteri. Av produkterna exporterades en del till Ryssland. På fabriksområdet på Kungsholmen, nuvarande kvarteren Gjuteriet och Gjutformen, byggdes efter industritillverkningens avveckling från mitten av 1920-talet bostadshus. 
Företaget hamnade i ekonomiska svårigheter efter det att första världskriget brutit ut, och anläggningen såldes 1915 till Stockholms Allmänna Telefonaktiebolag, vilket senare uppgick i Telefonaktiebolaget L.M. Ericsson.